# Skót gael ábécé

## Az ábécé
A mai modern skót gael nyelv latin betűs írást használ. A jelenlegi ábécének 18 betűje van, melyek a következők: A, B, C, D, E, F, G, H, I, L, M, N, O, P, R, S, T, U, ezen kívül idegen eredetű szavakban és nevekben, tudományos munkákban megtalálhatók a J, K, Q, V, W, X, Y, Z betűk is.
Ezen kívül van öt ékezetes magánhangzója (à, è, ì, ò, ù), de ezek nem részei az ábécének. Megjegyzendő, hogy míg a legközelebbi rokon ír nyelv éles ékezeteket használ, addig a skót gael tompákat. Egyes forrásokban megtalálhatóak az á, é, ó betűk is, de ezt az 1980-ban elvégzett standardizálás megszüntette, az irodalmi nyelvben a szabályok szerint már nem használhatók Ettől függetlenül egyes egyetemeken, valamint a külföldi közösségek továbbra is használják őket.

## A betűk nevei
A modern skót gael ábécé nevei a következők: à, bè, cè, dè, è, eif, gè, hèis, ì, eil, eim, ein, ò, pè, ear, eas, tè, ù, a kölcsönzött betűké pedig: jè, cà, cù, vè, wè, eacs, yè, zè.
Az Ogham írás maradványaként széles körben használják az ősi betűneveket is, amelyeket annak idején fanevekből alkottak: ailm (fehér fenyő), beith (nyír), coll (mogyoró), dair (tölgy), eadha (nyár), feàrn (éger), gort (borostyán), uath (galagonya), iogh (tiszafa), luis (vörösberkenye), muin (szőlő), nuin (kőris), onn/oir (rekettye), peith (törpe éger), ruis (bodza), suil (fűz), teine (magyal), ura (hanga).